# Фейрберн (Джорджія)
Фейрберн (англ. Fairburn) — місто (англ. city) в США, в окрузі Фултон штату Джорджія. Населення — 16 483 особи (2020).

## Географія
Фейрберн розташований за координатами 33°33′2″ пн. ш. 84°35′10″ зх. д. / 33.55056° пн. ш. 84.58611° зх. д. (33.550538, -84.586030).  За даними Бюро перепису населення США в 2010 році місто мало площу 44,20 км², з яких 43,65 км² — суходіл та 0,55 км² — водойми.

## Демографія
Згідно з переписом 2010 року, у місті мешкало 12 950 осіб у 4691 домогосподарстві у складі 3219 родин. Густота населення становила 293 особи/км².  Було 5430 помешкань (123/км²).
Расовий склад населення:
| - 69,9 % — чорних або афроамериканців - 20,1 % — білих - 1,7 % — азіатів - 0,4 % — корінних американців - 5,8 % — осіб інших рас |

До двох чи більше рас належало 2,0 %. Частка іспаномовних становила 11,9 % від усіх жителів.
За віковим діапазоном населення розподілялося таким чином: 30,3 % — особи молодші 18 років, 62,8 % — особи у віці 18—64 років, 6,9 % — особи у віці 65 років та старші. Медіана віку мешканця становила 32,0 року. На 100 осіб жіночої статі у місті припадало 86,9 чоловіків;  на 100 жінок у віці від 18 років та старших — 81,4 чоловіків також старших 18 років.
Середній дохід на одне домашнє господарство  становив 52 155 доларів США (медіана — 41 841), а середній дохід на одну сім'ю — 57 047 доларів (медіана — 46 477). Медіана доходів становила 35 570 доларів для чоловіків та 33 181 долар для жінок. За межею бідності перебувало 12,5 % осіб, у тому числі 15,3 % дітей у віці до 18 років та 5,1 % осіб у віці 65 років та старших.
Цивільне працевлаштоване населення становило 6455 осіб. Основні галузі зайнятості: освіта, охорона здоров'я та соціальна допомога — 21,8 %, виробництво — 11,7 %, транспорт — 11,3 %, публічна адміністрація — 11,0 %.